# Banderas monumentales de México

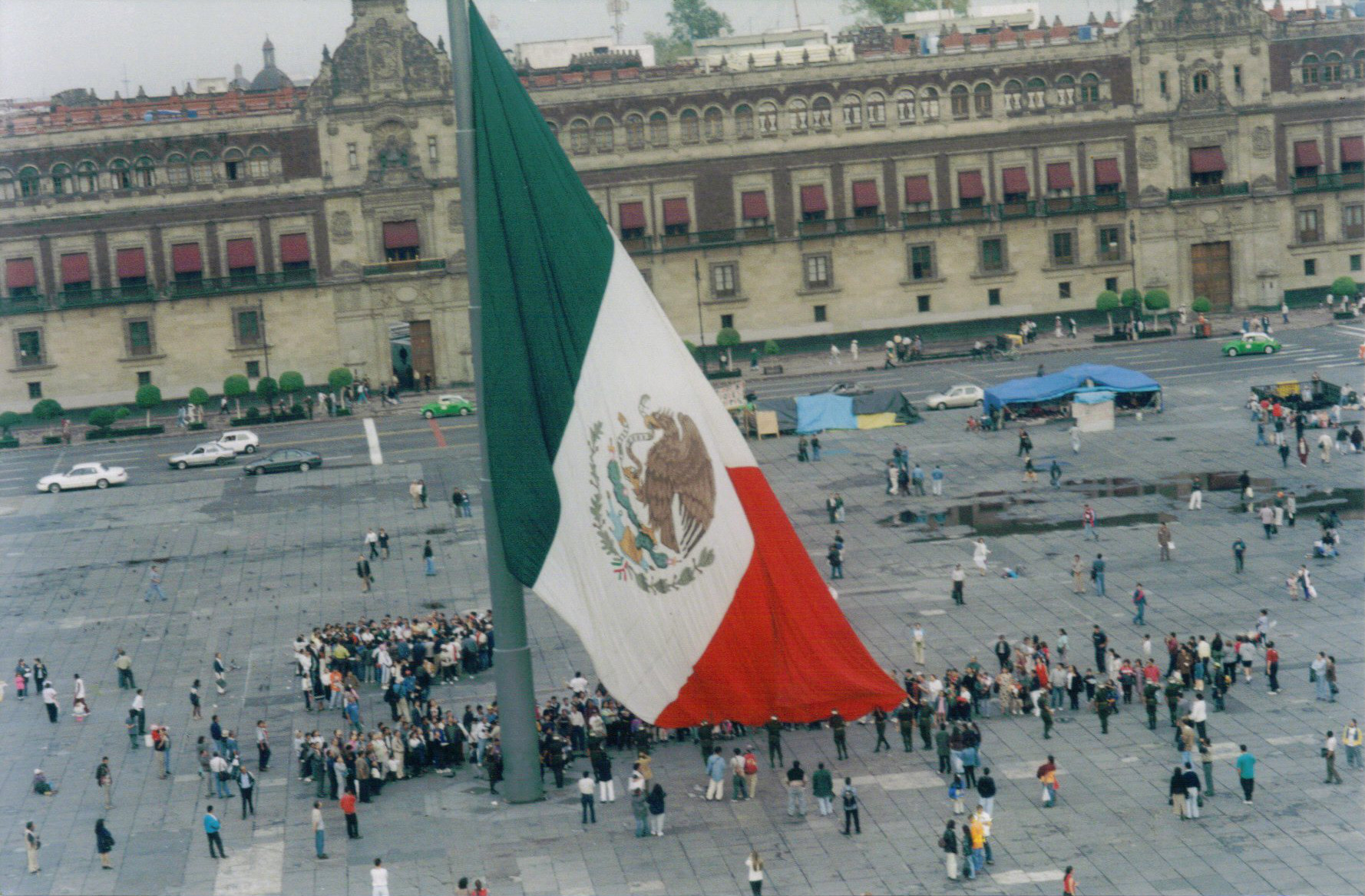
Izado de la bandera monumental ubicada en el Zócalo de la Ciudad de México.

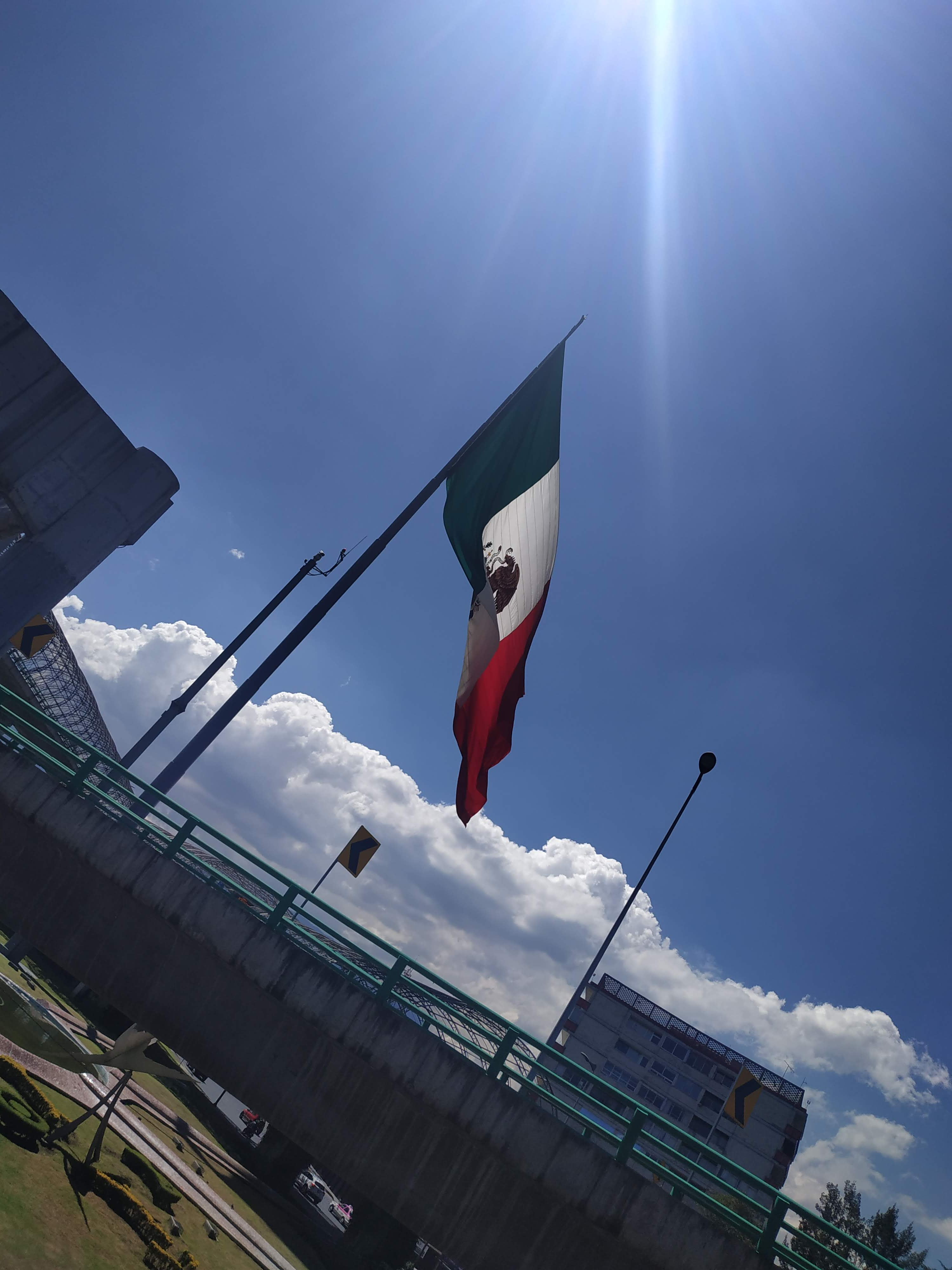
Asta bandera en San Jerónimo, México

Las banderas monumentales son un conjunto de banderas de México de gran tamaño ubicadas en todo el país. Son parte de un programa iniciado en el año 1999 bajo el mandato del ex-Presidente de México, Ernesto Zedillo Ponce de León, que se encuentran actualmente administradas por la Dirección General de Fábricas de Vestuario y Equipo (D.G.F.A.V.E.), dependiente de la Secretaría de la Defensa Nacional (SEDENA). Son también algunas de las banderas más grandes del mundo izadas en mástiles.

## Historia
El 1 de julio de 1999 el expresidente Ernesto Zedillo inició oficialmente el programa mediante la emisión de un decreto que se publicó en el Diario Oficial de la Federación. Si bien la formación del proyecto fue uno de los aspectos del decreto, los objetivos generales de la ley eran promover la bandera, el escudo de armas y el himno nacional para inculcar un sentido de patriotismo en la población mexicana. Zedillo también utilizó su ciclo, entre 1994 y 2000, para promover la cultura mexicana y la historia. Por último, este decreto permitió a los gobernadores de cada estado mostrar más visiblemente los símbolos nacionales.

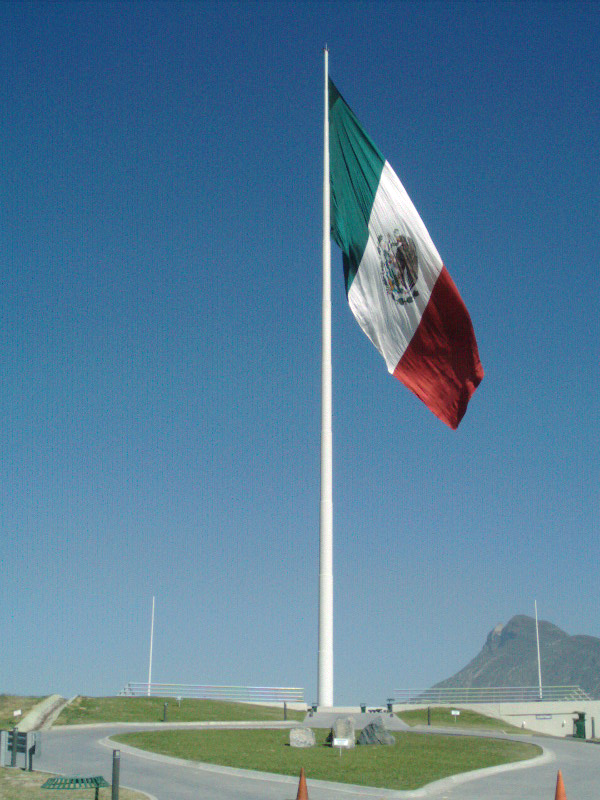
Bandera monumental en el Mirador del Obispado, Monterrey, Nuevo León.

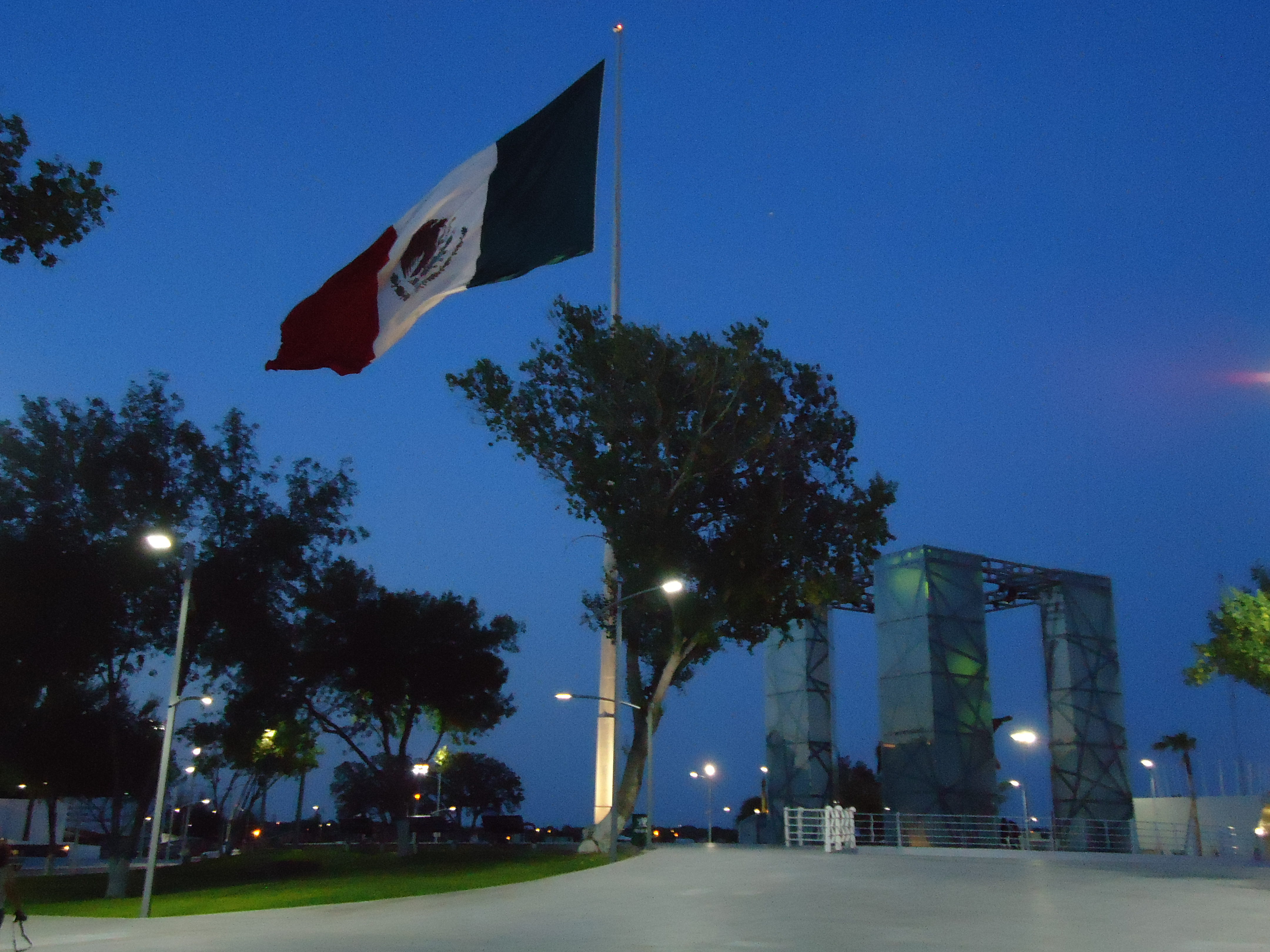
Bandera Monumental en la Gran Plaza Piedras Negras, Coahuila.

## El programa
El despliegue de las banderas monumentales fue esbozada en un programa de dos puntos. El primer punto consistió en seleccionar la ubicación de las banderas monumentales, que fue la siguiente:
- Zócalo de la Ciudad de México
- Campo Militar Marte en la Ciudad de México
- San Jerónimo (Anillo Periférico) en la Ciudad de México
- Tijuana, Baja California
- Ciudad Juárez, Chihuahua
- Veracruz, Veracruz
- Iguala, Guerrero
- Cuautla, Morelos

Las tres primeras se ubicaron en la Ciudad de México, la capital del país; las dos siguientes en Tijuana y Ciudad Juárez, a lo largo de la frontera norte con Estados Unidos, y poco después Veracruz, al ser el principal puerto marítimo de México en el Golfo de México. Por último Iguala, donde la bandera de Las Tres Garantías fue reconocida como la primera bandera de México.
El segundo punto en el programa representó la creación de un tamaño estándar de las banderas y los mástiles. En el decreto de Zedillo se fija que el tamaño de la bandera será de 14.3 metros de ancho por 25 metros de largo, cerca de la proporción 4:7 que ordena el artículo 3 de la Ley sobre el Escudo, la Bandera y el Himno Nacionales, y los mástiles deberán tener una altura mínima de 50 metros.
Existen otras pequeñas banderas llamadas banderas semi-monumentales instaladas en escuelas, comunidades más pequeñas y otros lugares donde la logística será menos complicada que con la bandera monumental, las banderas son mucho más pequeñas pero tienen la ventaja de que son más baratas y más fáciles de mantener que las banderas monumentales, las banderas monumentales son costosas de construir y requieren de un grupo de cerca de veinte personas para izar.

## Destino final de las banderas monumentales
Las Banderas al cumplir su ciclo de vida o en caso de sufrir daños prematuros e irreparables causadas por fuertes rachas de viento o cualquier otro fenómeno natural son incineradas con honores mientras se entona el Himno Nacional Mexicano.

## Lista de banderas
Listado de lugares donde se encuentran los mástiles de banderas monumentales mayores de 100 metros de altura.
| Lugar                                     | Altura del mástil | Ubicación geográfica                                    |
| ----------------------------------------- | ----------------- | ------------------------------------------------------- |
| Durango, Durango                          | 125 m             | 24°01′56.09″N 104°42′06.24″O / 24.0322472, -104.7017333 |
| Piedras Negras, Coahuila                  | 120 m             | 28°42′19.49″N 100°30′51.48″O / 28.7054139, -100.5143000 |
| Iguala, Guerrero                          | 113.8 m           | 18°19′44.67″N 99°31′58.15″O / 18.3290750, -99.5328194   |
| Nuevo Laredo, Tamaulipas                  | 100 m             | 27°29′51.52″N 99°30′15.88″O / 27.4976444, -99.5044111   |
| Monterrey, Nuevo León                     | 100 m             | 25°40′34.79″N 100°20′47.39″O / 25.6763306, -100.3464972 |
| Heroico Colegio Militar, Ciudad de México | 100 m             | 19°15′26.11″N 99°08′54.60″O / 19.2572528, -99.1485000   |
| Campo Militar Marte, Ciudad de México     | 100 m             | 19°25′27.62″N 99°11′47.72″O / 19.4243389, -99.1965889   |
| San Jerónimo, Ciudad de México            | 100 m             | 19°19′52.08″N 99°12′39.56″O / 19.3311333, -99.2109889   |
| Tijuana, Baja California                  | 100 m             | 32°31′14.87″N 117°2′11.20″O / 32.5207972, -117.0364444  |
| El Chamizal, Ciudad Juárez, Chihuahua     | 100 m             | 31°45′18.44″N 106°27′12.89″O / 31.7551222, -106.4535806 |
| Ensenada, Baja California                 | 100 m             | 31°51′33.51″N 116°37′27.34″O / 31.8593083, -116.6242611 |
| Cancún, Quintana Roo                      | 100 m             | 21°08′37.65″N 86°46′42.38″O / 21.1437917, -86.7784389   |
| Chihuahua, Chihuahua                      | 100 m             | 28°38′25.32″N 106°05′11.91″O / 28.6403667, -106.0866417 |
| Dolores Hidalgo, Guanajuato               | 100 m             | 21°09′33.22″N 100°54′35.47″O / 21.1592278, -100.9098528 |
| San Luis Potosí, San Luis Potosí          | 100 m             | 22°08′59.″N 100°58′30.″O / 22.14972, -100.97500         |

## Galería

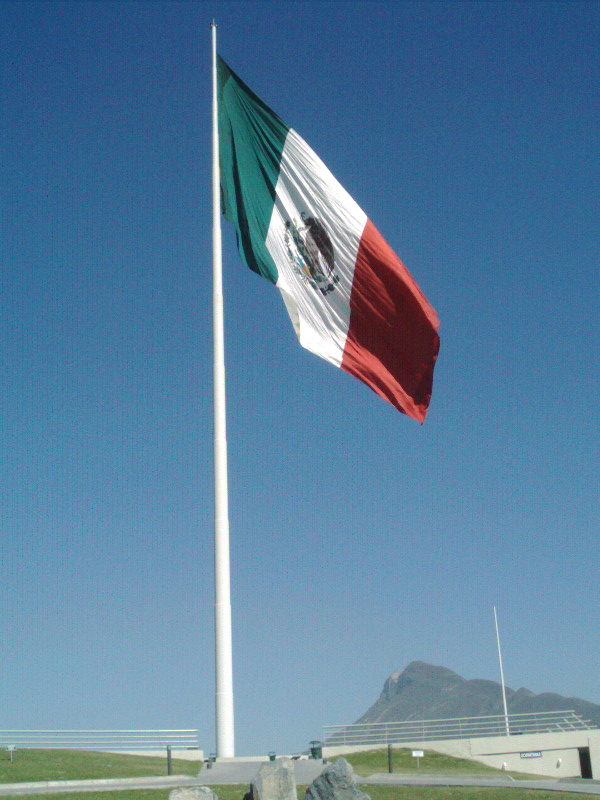
Mirador del Obispado, Monterrey, Nuevo León.
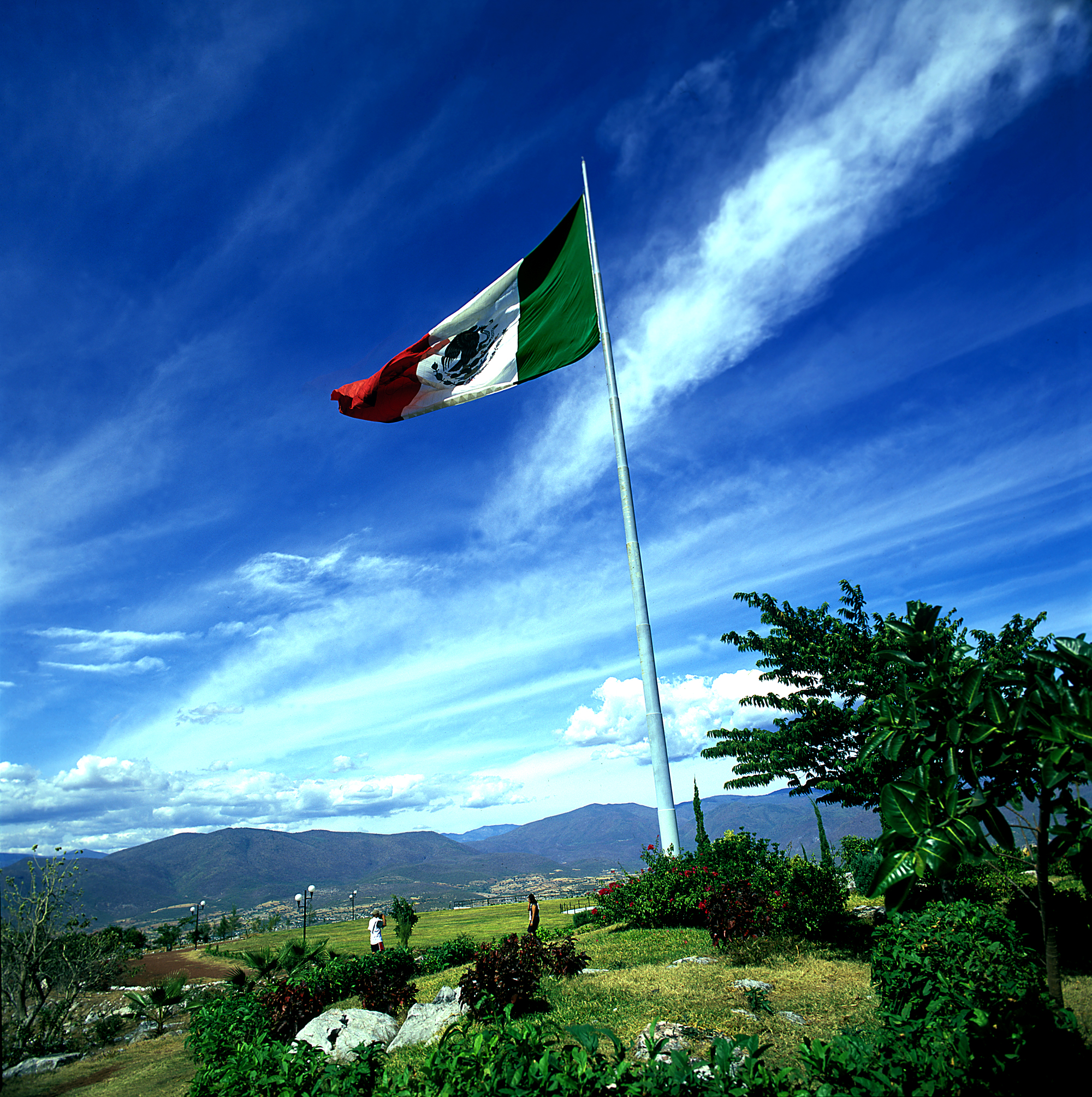
Iguala, Guerrero.
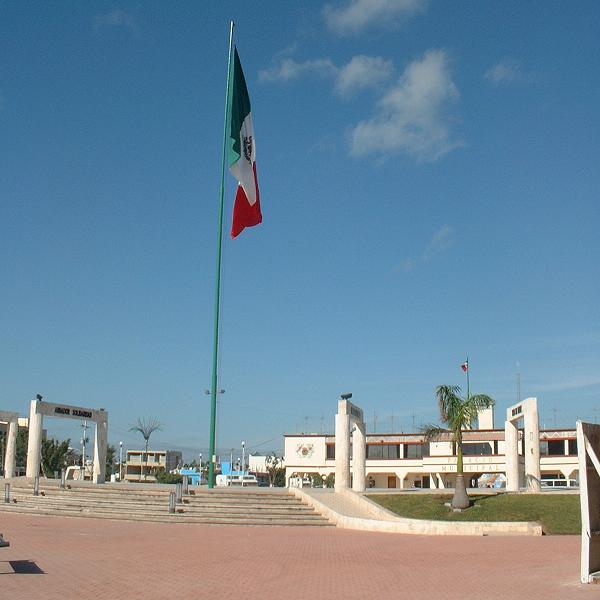
Playa del Carmen, Quintana Roo.
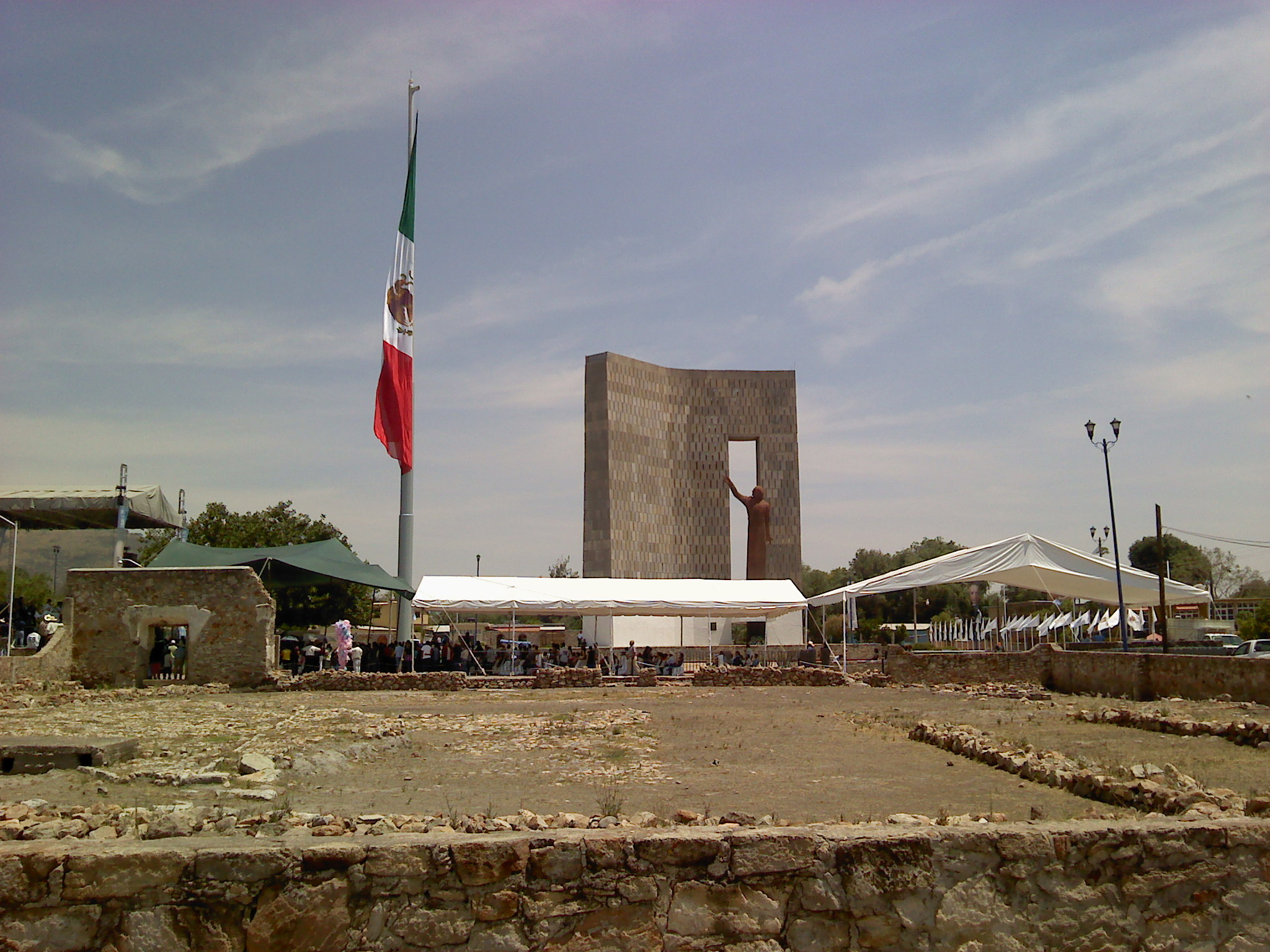
Corralejo Hidalgo, Pénjamo, Guanajuato.
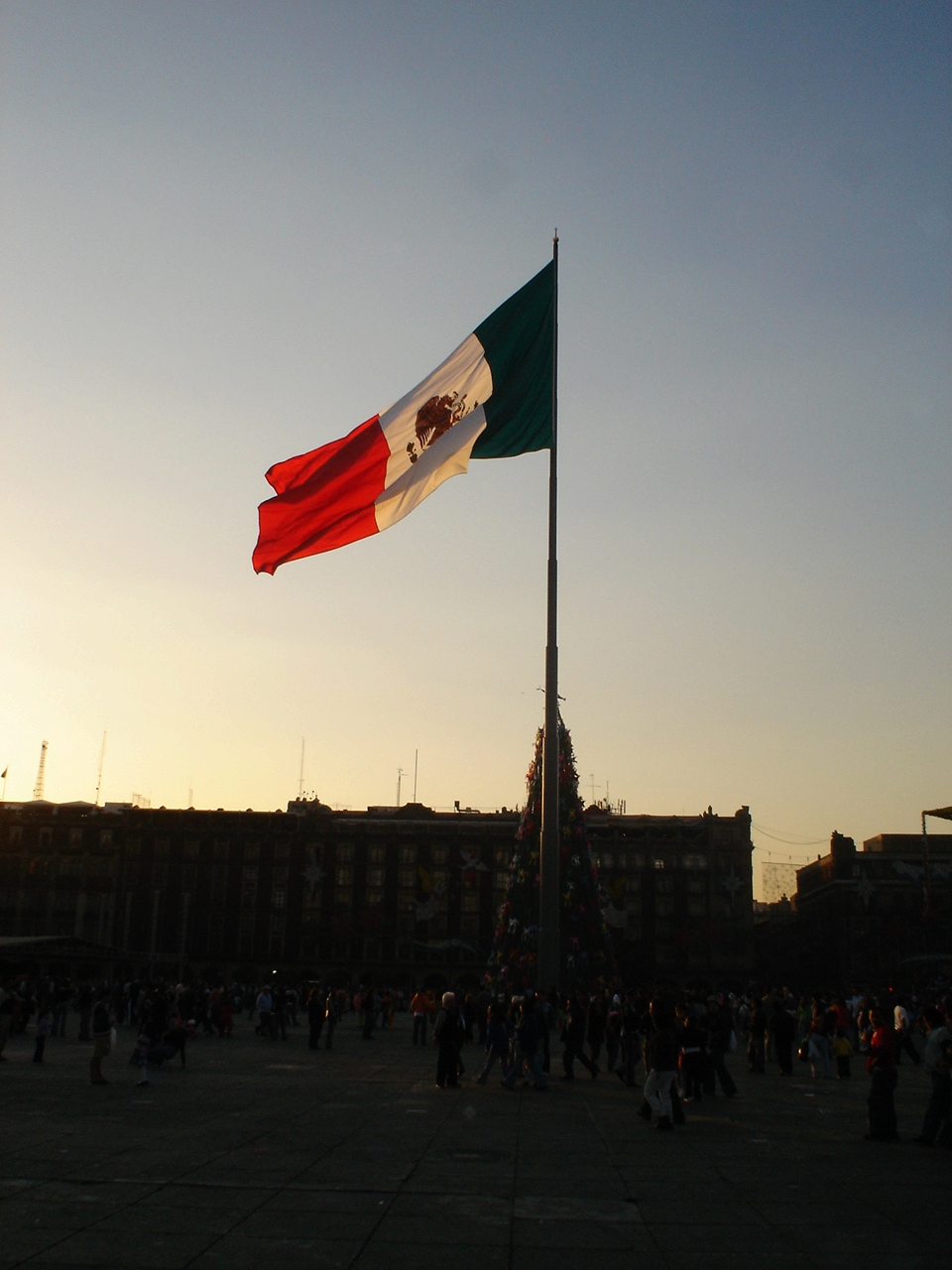
Zócalo, Ciudad de México.
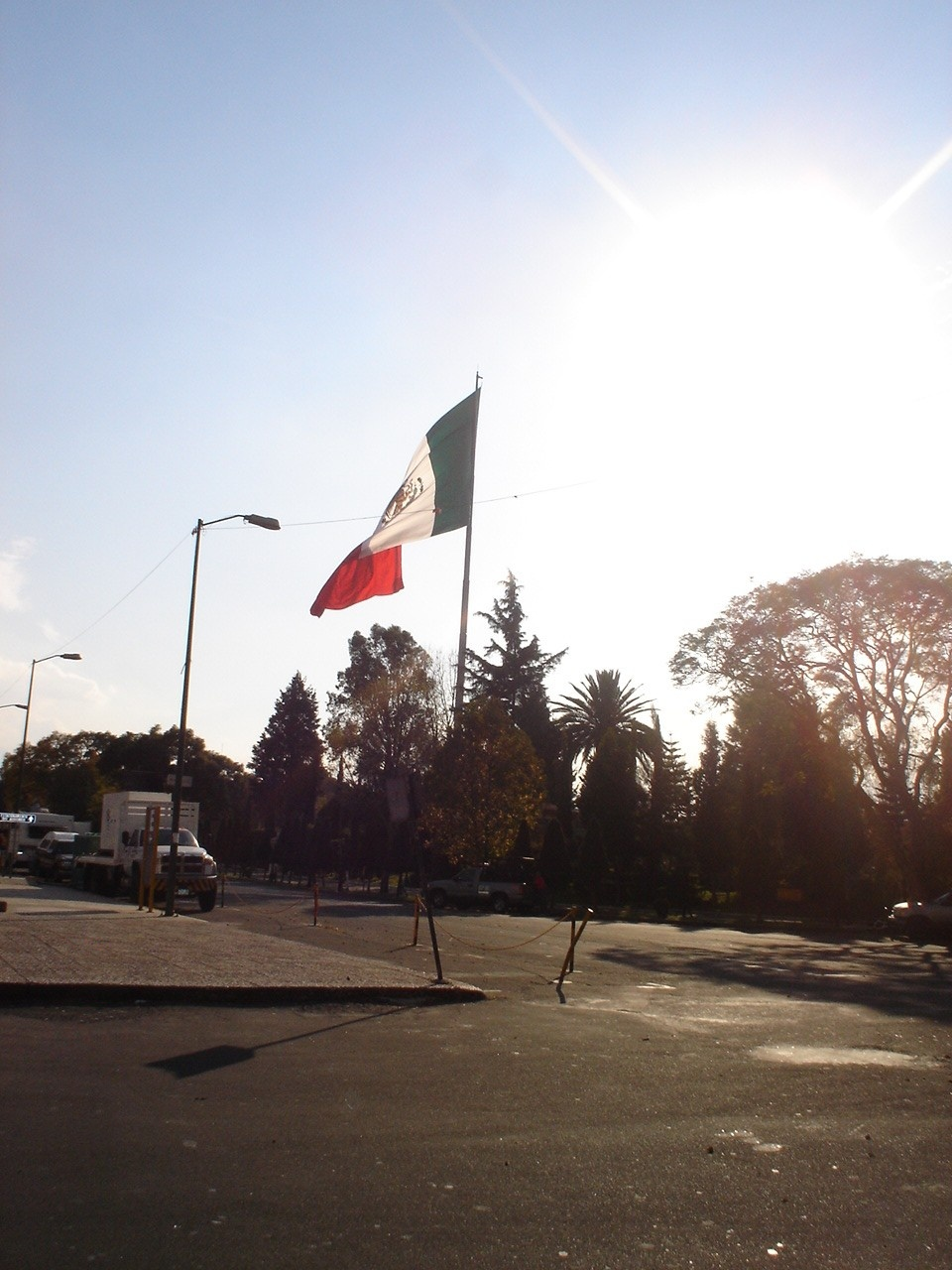
Campo Marte, Ciudad de México.
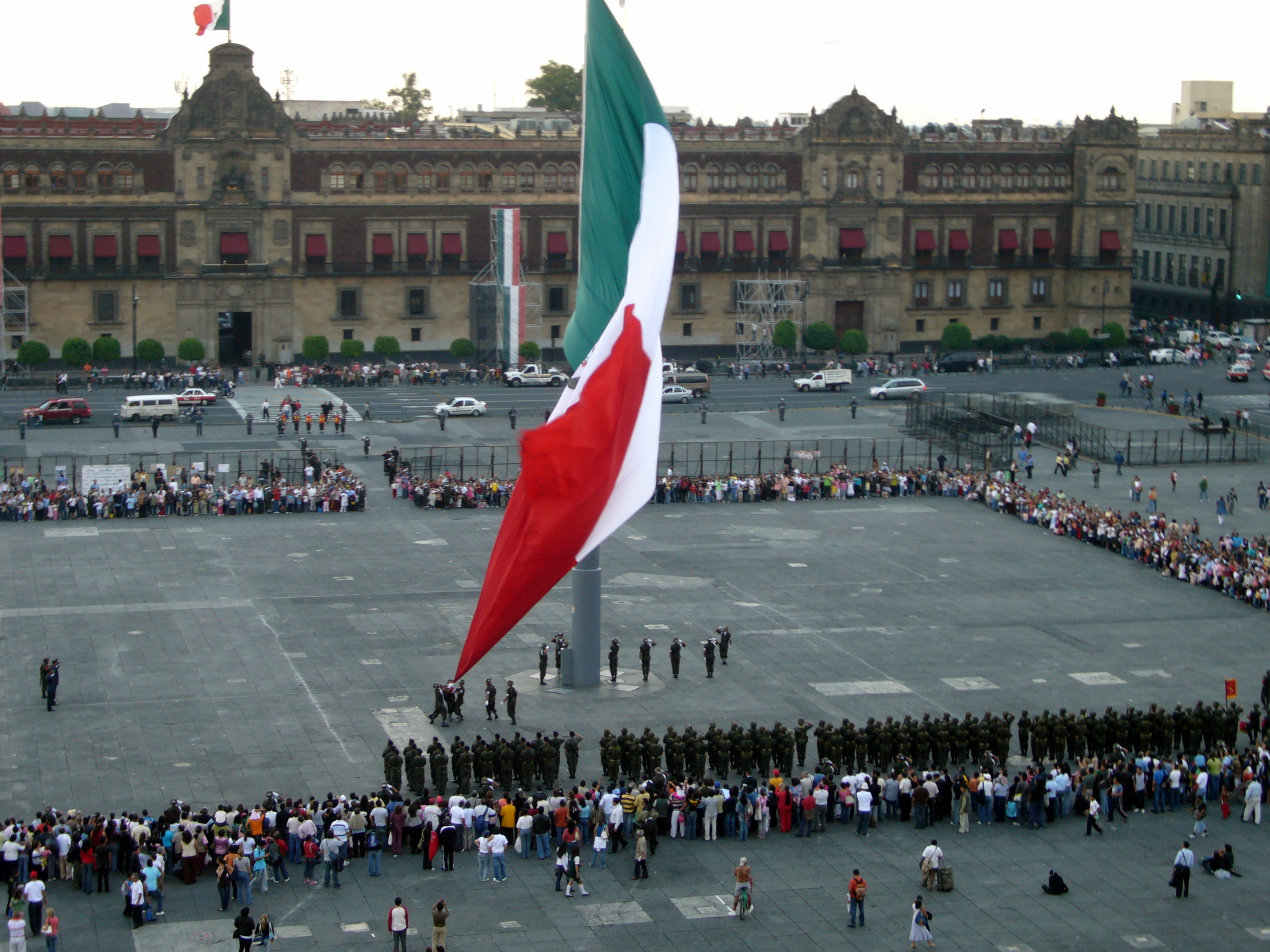
Zócalo, Ciudad de México.
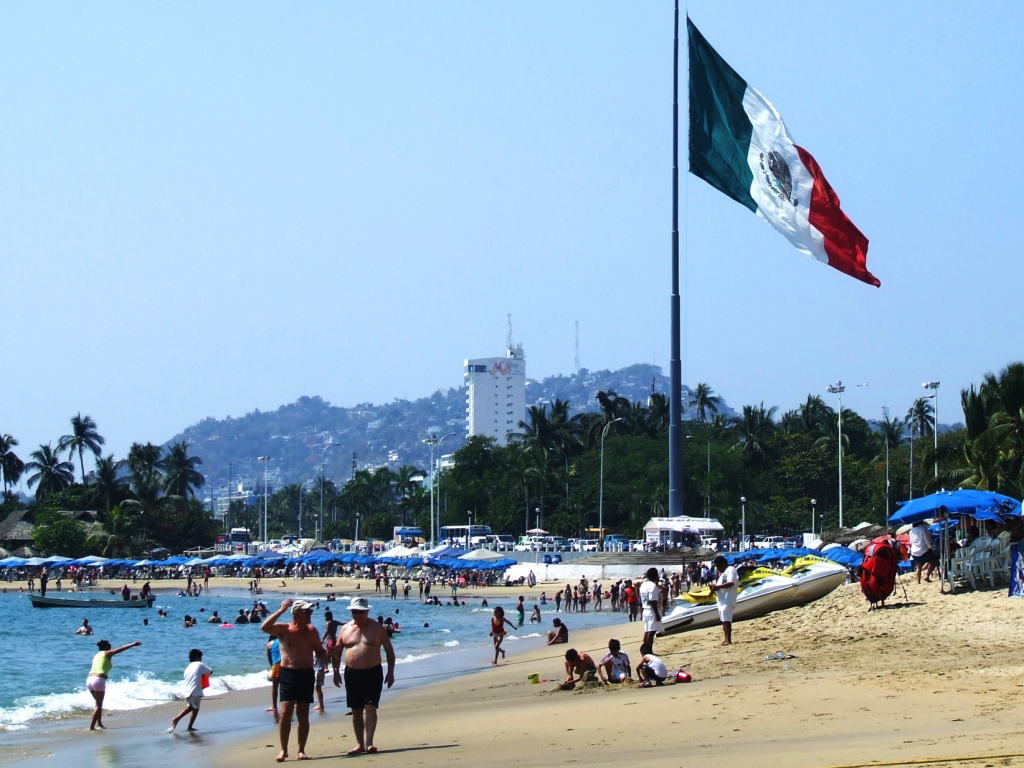
Acapulco, Guerrero.
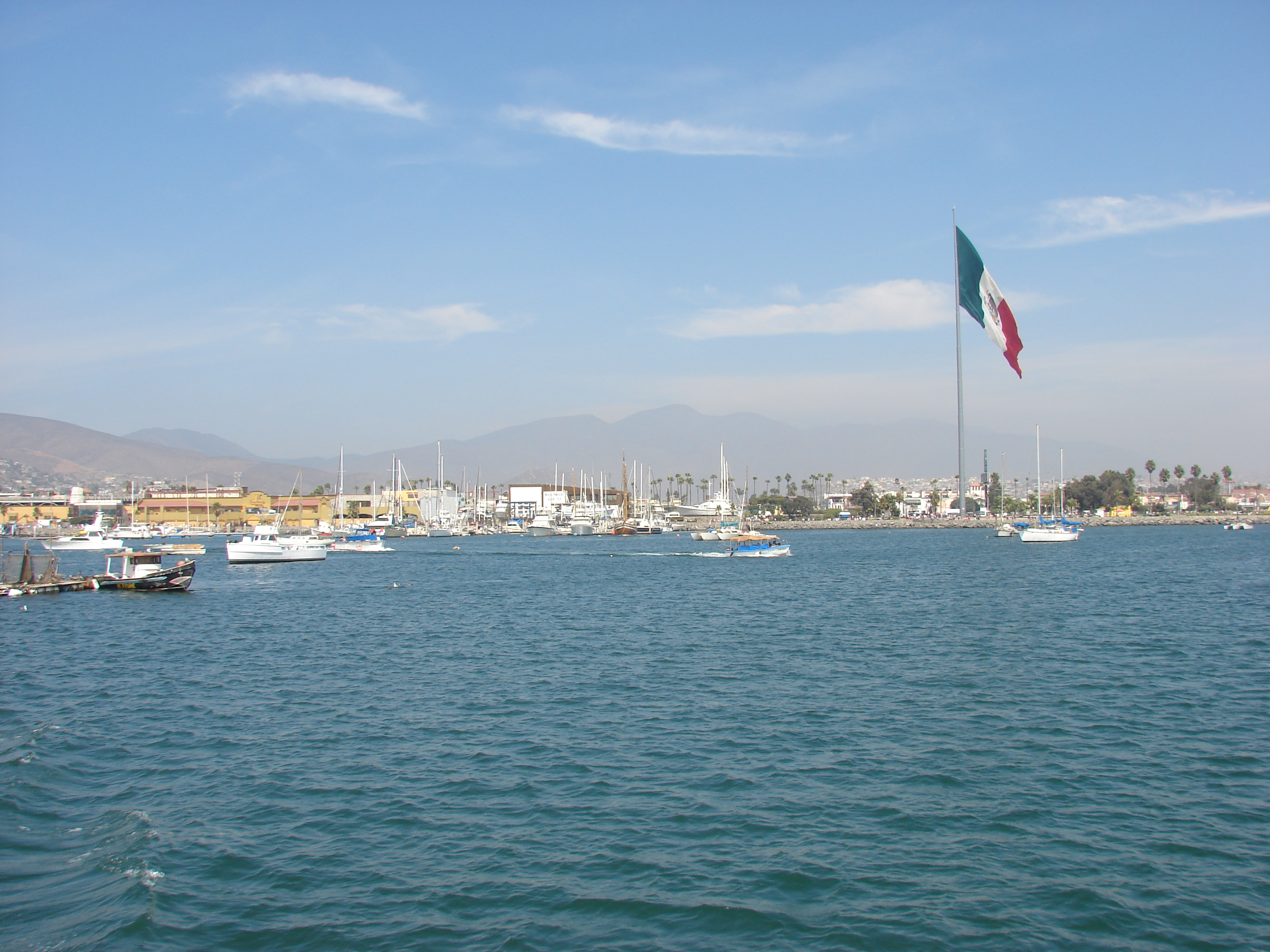
Ensenada, Baja California.
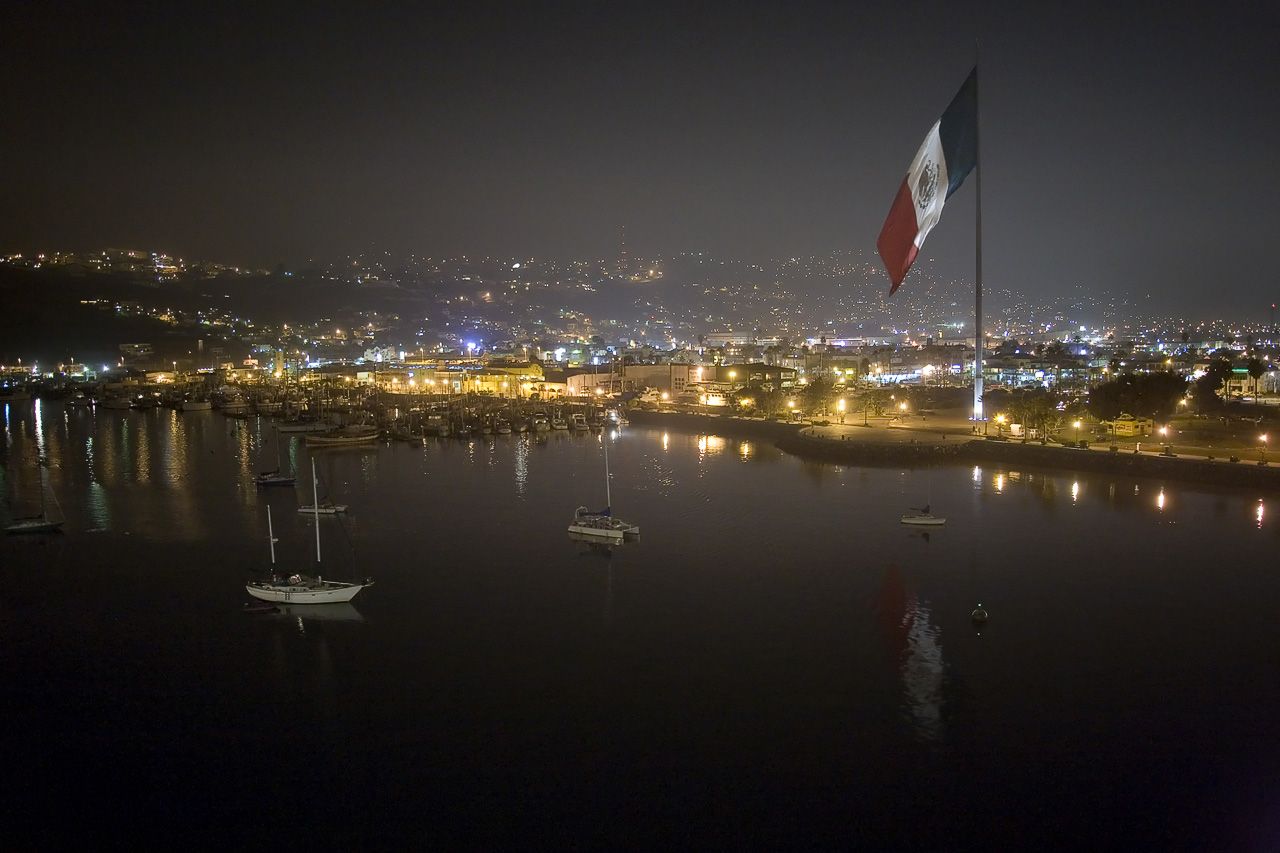
Ensenada, Baja California.
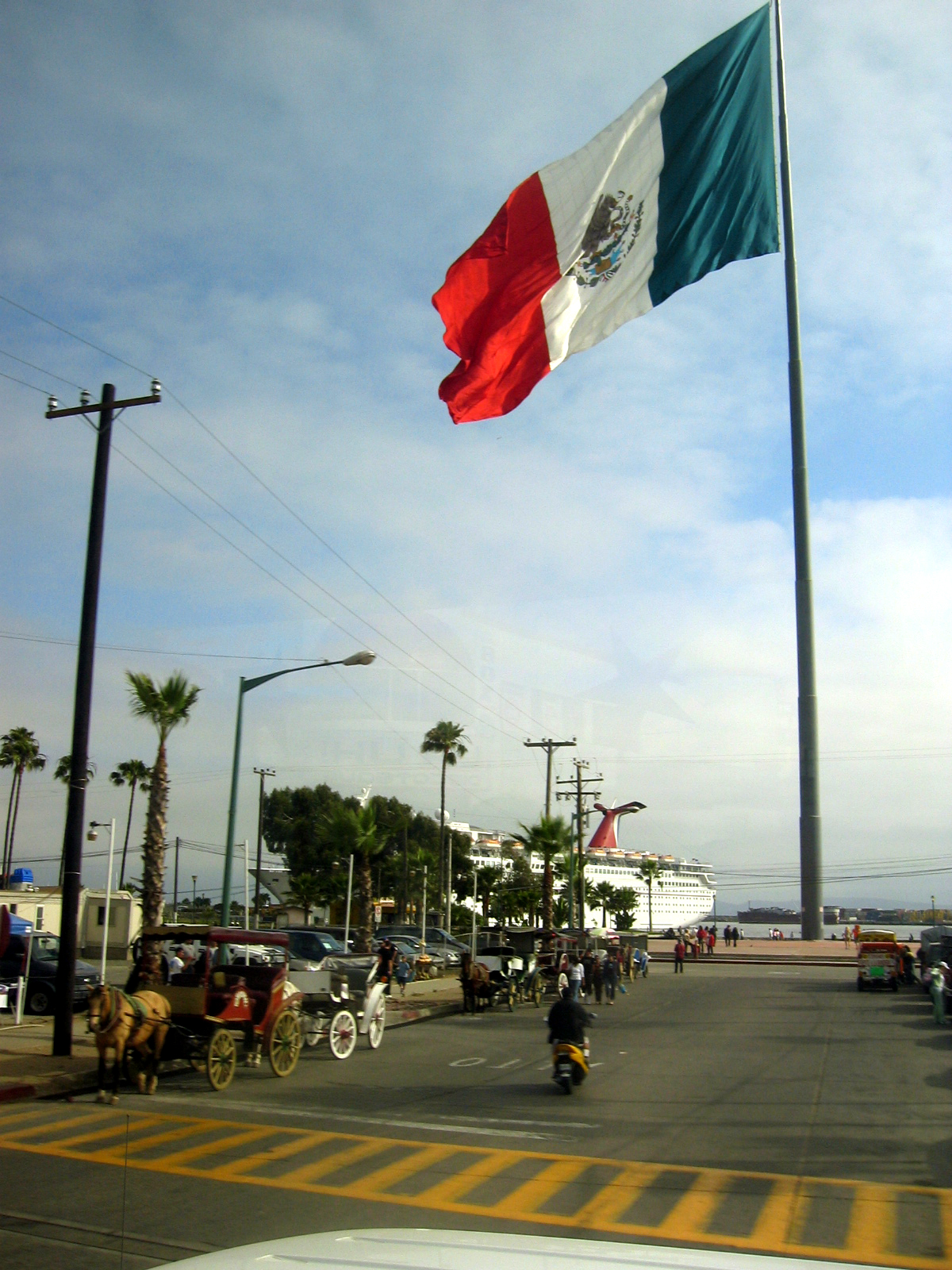
Ensenada, Baja California.
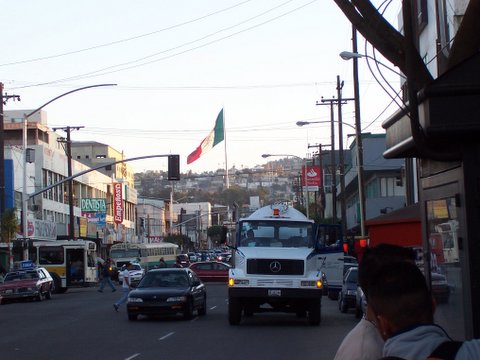
Tijuana, Baja California.
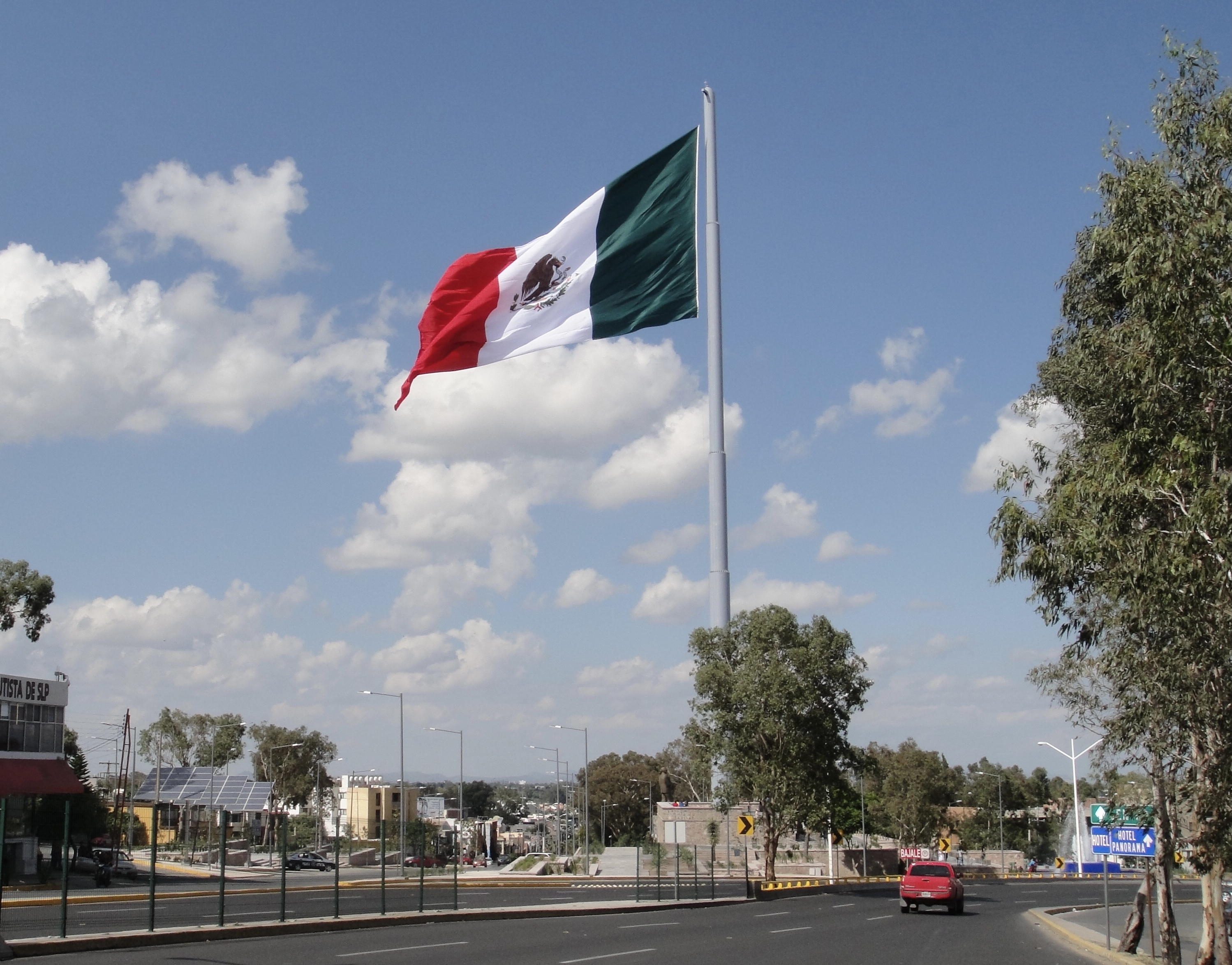
San Luis Potosí, San Luis Potosí.